# Henry Hansen
Pour les articles homonymes, voir Hansen.
Henry Hansen (né le 16 mars 1902 à Glostrup et mort le 28 mars 1985 à Gentofte) est un ancien coureur cycliste danois. Il a remporté deux médailles d'or aux Jeux olympiques d'Amsterdam en 1928, dans la course en ligne et le contre-la-montre par équipes, avec Leo Nielsen et Orla Jørgensen. Trois ans plus tard, il a remporté le championnat du monde sur route amateur. Il a également été médaillé d'argent du contre-la-montre par équipes aux Jeux de Los Angeles en 1932 avec Frode Sørensen et Leo Nielsen. Il fut également de nombreuses fois champion du Danemark sur route amateur.

## Palmarès
- 1921

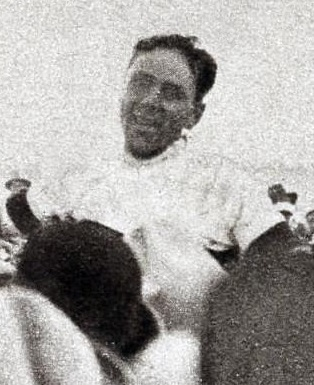
Henry Hansen champion du monde le 26 août 1931 à Copenhague.

  -  Champion du Danemark sur route amateurs
- 1922
  - 3e du championnat des Pays nordiques du contre-la-montre
  - 7e du championnat du monde sur route amateurs
- 1923
  -  Champion du Danemark sur route amateurs
  - Stjerneløbet
- 1924
  - 2e du championnat du Danemark sur route amateurs
- 1925
  - Champion des Pays nordiques du contre-la-montre
  -  Champion du Danemark sur route amateurs
  - Stjerneløbet
  - 5e du championnat du monde sur route amateurs
- 1926
  - Champion des Pays nordiques du contre-la-montre
  - Champion des Pays nordiques du contre-la-montre par équipes (avec Erik Andersen, Orla Jørgensen et Svend Frederiksen)
  -  Champion du Danemark sur route amateurs
  - Skandisloppet
  - Esbjergløb
  - Sjælland Rundt
  - Stjerneløbet
- 1927
  -  Champion du Danemark sur route amateurs
  - Sex-Dagars
  - Skandisloppet
  - Stjerneløbet
  - Fyen Rundt
- 1928
  -  Champion olympique de la course en ligne
  -  Champion olympique du contre-la-montre par équipes (avec Leo Nielsen et Orla Jørgensen)
  - Skandisloppet
- 1929
  - Champion des Pays nordiques du contre-la-montre
  - Champion des Pays nordiques du contre-la-montre par équipes (avec Poul Sørensen, Finn Nymann et Oluf Clausen)
  -  Champion du Danemark sur route amateurs
  - Sex-Dagars
  - Skandisloppet
  - Rudersdalløbet
  - Stjerneløbet
  - 9e du championnat du monde sur route amateurs
- 1930
  -  Champion du Danemark sur route amateurs
  - Rudersdalløbet
  - Fyen Rundt
  - Skandisloppet
  - Stjerneløbet
  - Sjælland Rundt
  - 2e du championnat des Pays nordiques sur route par équipes
  - 3e du championnat des Pays nordiques du contre-la-montre
- 1931
  -  Champion du monde sur route amateurs
  - Sjælland Rundt
  - Stjerneløbet
  - Skandisloppet
  - 3e du championnat du Danemark sur route amateurs
- 1932
  -  Vice-champion olympique du contre-la-montre par équipes (avec Leo Nielsen et Frode Sørensen)